# Xu Yan
Xu Yan (许岩S, Xǔ YánP, 許岩T; Pechino, 4 novembre 1981) è una judoka cinese, vincitrice della medaglia di bronzo nei 57 kg alle Olimpiadi di Pechino 2008.

## Palmarès
- Giochi Olimpici

Pechino 2008: bronzo nei 57 kg.